# Rammelhof (Gemeinde Grafenschlag)
Rammelhof ist eine Streusiedlung in der Marktgemeinde Grafenschlag im Bezirk Zwettl in Niederösterreich.

## Geografie
Die aus mehreren Häusern bestehende Siedlung befindet sich am Flusslauf des Purzelkamps an der Zwettler Straße Richtung Lugendorf, die Marktmühle befindet sich auf der anderen Straßenseite.

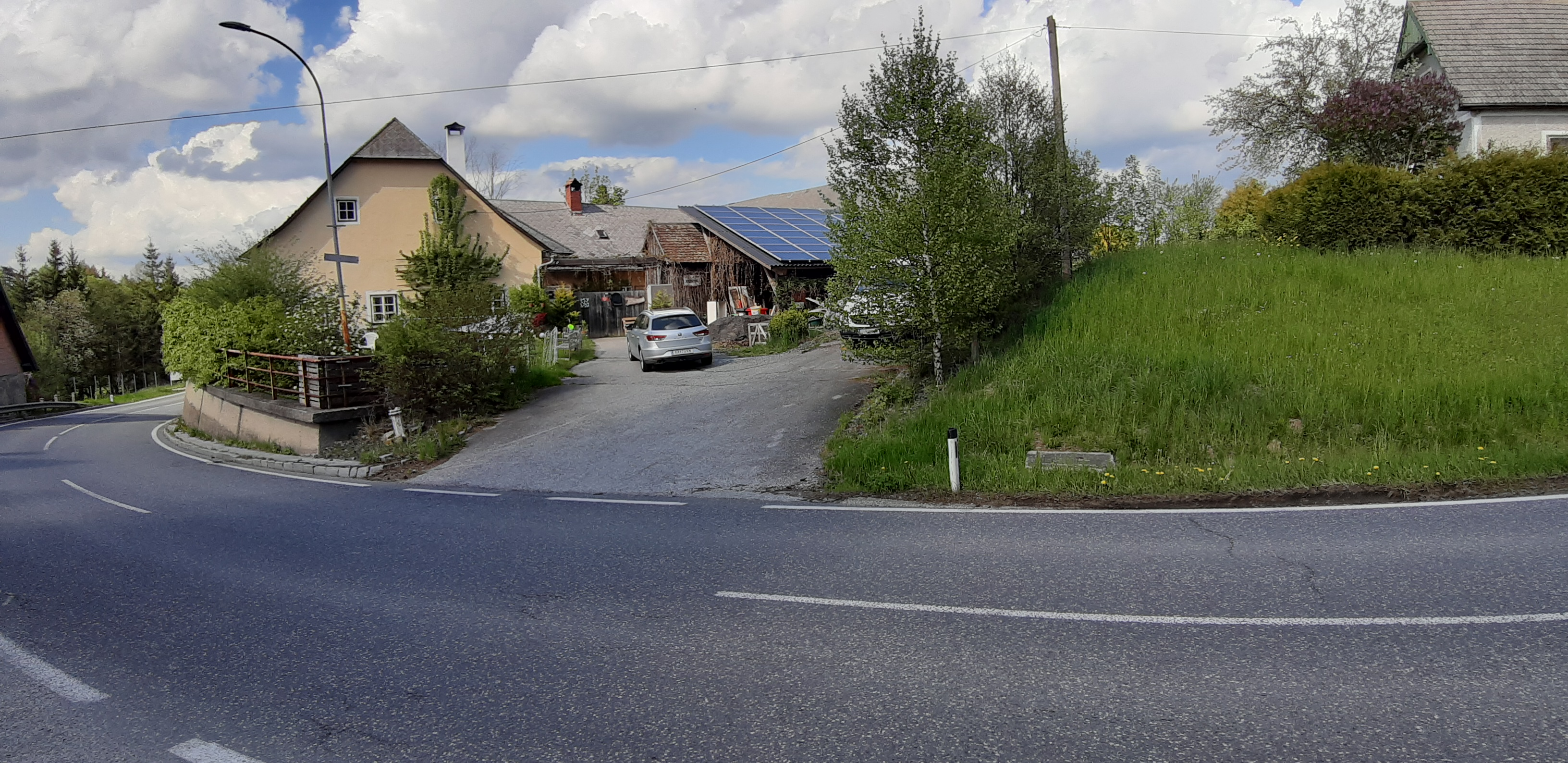
Blick auf den Rammelhof von der Bundesstraße aus

## Geschichte
Die Ansiedlung entstand rund um den bereits 1590 genannten Hof, im 20. Jahrhundert entstanden nach der Errichtung des Bahnhofs Grafenschlag auf der anderen Flussseite weitere Wohnhäuser. Sie war nach der Entstehung der Ortsgemeinden 1850 ein Teil von Heubach (Gemeinde Langschlag, ab 1886 Lugendorf, ab 1968 Sallingberg), kam dann mit 1. Jänner 1970 durch Umgemeindung zur Gemeinde Grafenschlag.  Bereits 1794 kam der Rammelhof von der Pfarre Sallingberg zur Pfarre Grafenschlag.

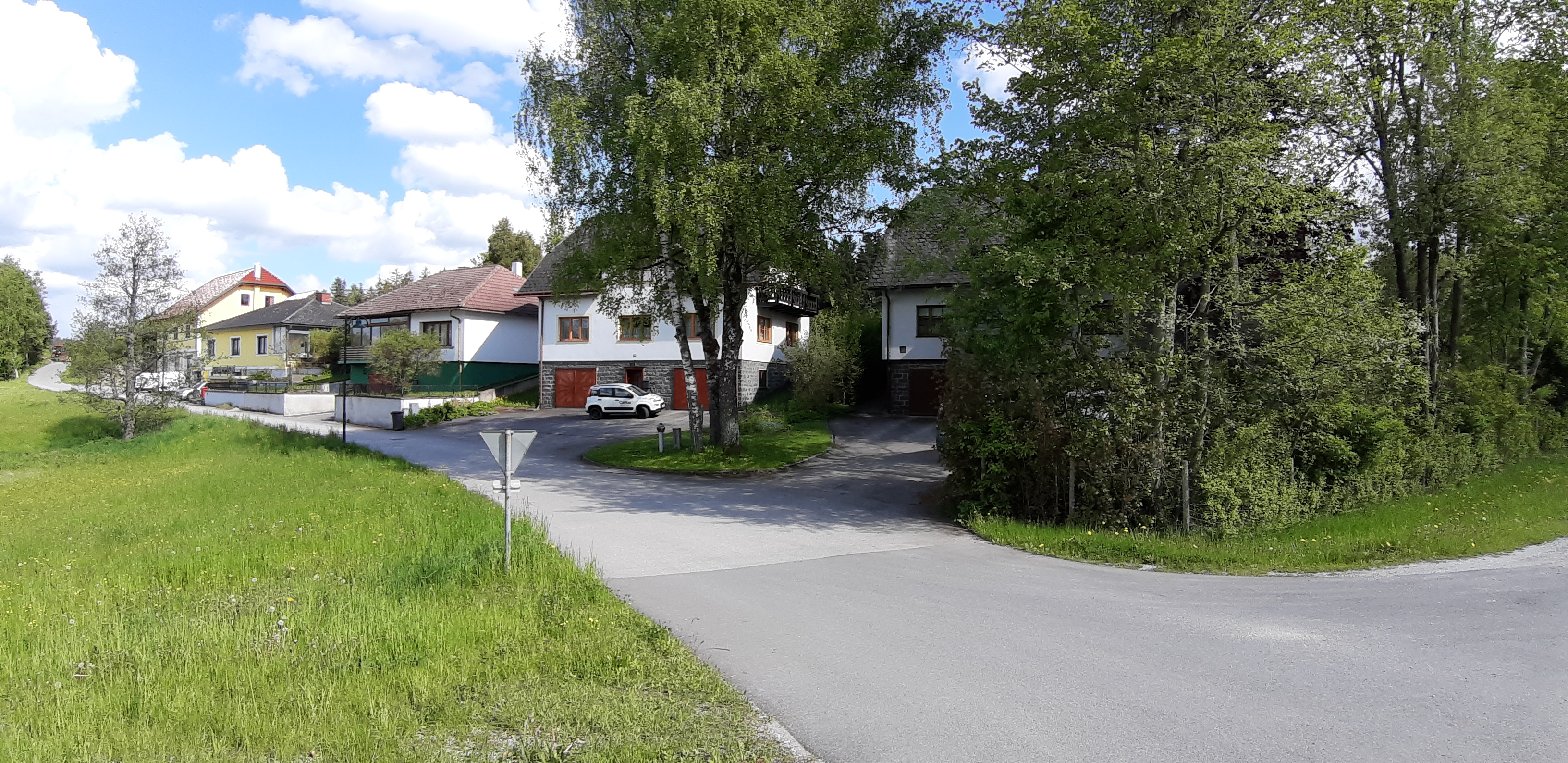
Blick auf die Siedlung Rammelhof von der Purzelkampbrücke aus